# Yōko Imoto
Yōko Imoto (jap. いもと ようこ, eigentlich 井本 蓉子, Imoto Yōko; * 20. Oktober 1944 in der Präfektur Hyōgo) ist eine japanische Bilderbuchautorin und -illustratorin.
Imoto hat über 200 Bücher veröffentlicht, die in mehrere Sprachen übersetzt wurden, so unter anderem ins Englische, Deutsche, Französische, Finnische und Koreanische. Zu ihren in Japan bekanntesten Werken zählt eine Reihe, die sich speziell an Babys richtet, die das erste Mal mit Bilderbüchern in Berührung kommen; die 24 Bücher der Reihe haben sich über vier Millionen Mal verkauft. Auch andere Bücher aus ihrer Feder gelten in Japan als Bestseller, so etwa das illustrierte Hiragana-Lernbuch AIUEO no Ehon, von dem 2,4 Millionen Exemplare verkauft wurden. Neben eigenen Geschichten meist rund um Tiere hat sie auch europäische sowie japanische Märchen, etwa von Kenji Miyazawa, als Bilderbücher umgesetzt.

## Auszeichnungen
- Bologna Ragazzi Award als lobende Erwähnung für Neko no Ehon, 1985
- Bologna Ragazzi Award als lobende Erwähnung für Soba no hana saita hi, 1986
- Bologna Ragazzi Award als lobende Erwähnung für Uta no Ehon, 1987
- 17. Sanrio-Kunstpreis, 1991

## Werke (Auswahl)
- Odenwa rururu (おでんわるるる), 1980; gemeinsam mit Asao Sakurai
  - Das rote Telefon, 1987
- Fusen matte~ (ふうせんまって～), 1980
- Kitsune to tsukimisō (きつねとつきみそう), 1981; gemeinsam mit Tamami Kowase
  - Der glückliche kleine Fuchs, 1994
- Boku wa Onii-chan (ぼくは おにいちゃん), 1981; gemeinsam mit Yoko Ono
  - Jetzt bin ich ein großer Bruder, 1989
- Kitsune-iro no Jitensha (きつねいろのじてんしゃ), 1983; gemeinsam mit Yoko Ono
  - Der kleine Fuchs und das Fahrrad, 1986
- Neko no Ehon (ねこの絵本), 1984
- Soba no Hana saita Hi (そばのはなさいたひ), 1985; gemeinsam mit Tamami Kowase
  - Der Weg der weißen Blumen, 1987
- Uta no Ehon (うたの絵本), 1986
- Kurisumasu no Inu (くりすますの いぬ), 1988
  - Schöne Weihnachten für Jonas, 1998
- Hariwazumi no Pikkuru (はりねずみのピックル), 1988; gemeinsam mit Yōko Yamazaki
  - Muck, der Igel, 1993
- Boku ha kimi ga suki (ぼくは きみが すき), 1991
  - „Ich liebe dich“, 1997
- To-mo-da-chi (と・も・だ・ち), 1995
  - Drei kleine Angler, 1995
- AIUEO no Ehon (あいうえおのえほん), 2004 (gemeinsam mit Kiyoshi Yokota)